# Р
Р (minuskule р) je písmeno cyrilice. Jeho tvar se v minuskulní i majuskulní variantě shoduje s tvarem písmena P v latince.
V latince písmenu Р odpovídá písmeno R (r), v řeckém písmu v moderní řečtině mu odpovídá písmeno Ρ (ρ), v gruzínském písmu písmeno რ a v arménském písmu písmeno Ռ (ռ).
V hlaholici písmenu Р odpovídá písmeno Ⱃ. Prapůvod lze vysledovat nejspíše v hebrejském písmenu Щ.